# Wendy Rose
Wendy Rose (Oakland, Califòrnia, 1948) és una intel·lectual nord-americana, barreja de miwok i ètnia hopi. Es va graduar en antropologia a la Universitat de Berkeley i ha col·laborat en diverses universitats i organitzacions antropològiques. Ha escrit sobre les relacions dels amerindis en el món dels blancs a Hopi Roadrunner Dancing (1973), Academic Squaw: Reports to the World From the Ivory Tower (1977), Lost copper (1986) Aboriginal Tattooing in California (1979), What Happened When the Hopi Hit New York (1982), Going to War With All My Relations (1993).